# Антика
Антиките или античните предмети (на латински: antiquus; древен) са старинни ценни или редки предмети и са обект на колекционерски интерес. Това обикновено са предмети, които показват някаква степен на майсторство. Също така при тях се обръща специално внимание на дизайна и един пример за това са античните мебели. Антиките са свидетелство за отминали епохи в развитието на човешкото общество.